# قائمة قرارات مجلس الأمن التابع للأمم المتحدة لعام 1949
تتضمن قائمة قرارات مجلس الأمن التابع للأمم المتحدة لعام 1949 جميع القرارات الصادرة عن مجلس الأمن التابع للأمم المتحدة خلال العام 1949.

## القائمة
| رقم القرار | الرمز           | نص القرار                         | موضوع القرار                                                         |
| ---------- | --------------- | --------------------------------- | -------------------------------------------------------------------- |
| 67         | S/RES/67 (1949) | نص الوثيقة على موقع الأمم المتحدة | المسألة الإندونيسية                                                  |
| 68         | S/RES/68 (1949) | نص الوثيقة على موقع الأمم المتحدة | التظيم والحد من الأسلحة                                              |
| 69         | S/RES/69 (1949) | نص الوثيقة على موقع الأمم المتحدة | قبول أعضاء جدد في الأمم المتحدة: إسرائيل                             |
| 70         | S/RES/70 (1949) | نص الوثيقة على موقع الأمم المتحدة | وصاية المناطق الاستراتيجية                                           |
| 71         | S/RES/71 (1949) | نص الوثيقة على موقع الأمم المتحدة | محكمة العدل الدولية                                                  |
| 72         | S/RES/72 (1949) | نص الوثيقة على موقع الأمم المتحدة | مسألة فلسطين                                                         |
| 73         | S/RES/73 (1949) | نص الوثيقة على موقع الأمم المتحدة | مسألة فلسطين                                                         |
| 74         | S/RES/74 (1949) | نص الوثيقة على موقع الأمم المتحدة | الطاقة الذرية: الرقابة الدولية                                       |
| 75         | S/RES/75 (1949) | نص الوثيقة على موقع الأمم المتحدة | مصاريف سفر وبدلات إقامة الممثلين المناوبين في بعض لجان مجلس الأمن    |
| 76         | S/RES/76 (1949) | نص الوثيقة على موقع الأمم المتحدة | التكلفة المستقبلية لقوات المراقبة التابعة للأمم المتحدة في إندونيسيا |
| 77         | S/RES/77 (1949) | نص الوثيقة على موقع الأمم المتحدة | التظيم والحد من الأسلحة                                              |
| 78         | S/RES/78 (1949) | نص الوثيقة على موقع الأمم المتحدة | التظيم والحد من الأسلحة                                              |

## المرجع
1. ↑  "Security Council Resolutions" (بالإنجليزية). الأمم المتحدة. Archived from the original on 2018-08-08. Retrieved 22 شباط / فبراير 2017. {{استشهاد ويب}}: تحقق من التاريخ في: |تاريخ الوصول= (help)